# Microgale dobsoni
Espèce
Répartition géographique
Statut de conservation UICN

 LC  : Préoccupation mineure
Microgale dobsoni, aussi appelée Musaraigne de Dobson est une espèce de petit mammifère insectivore de la famille des Tenrecidae. Cette musaraigne est endémique de Madagascar.